# Katholische Kirche St. Laurentius (Hohenhameln)

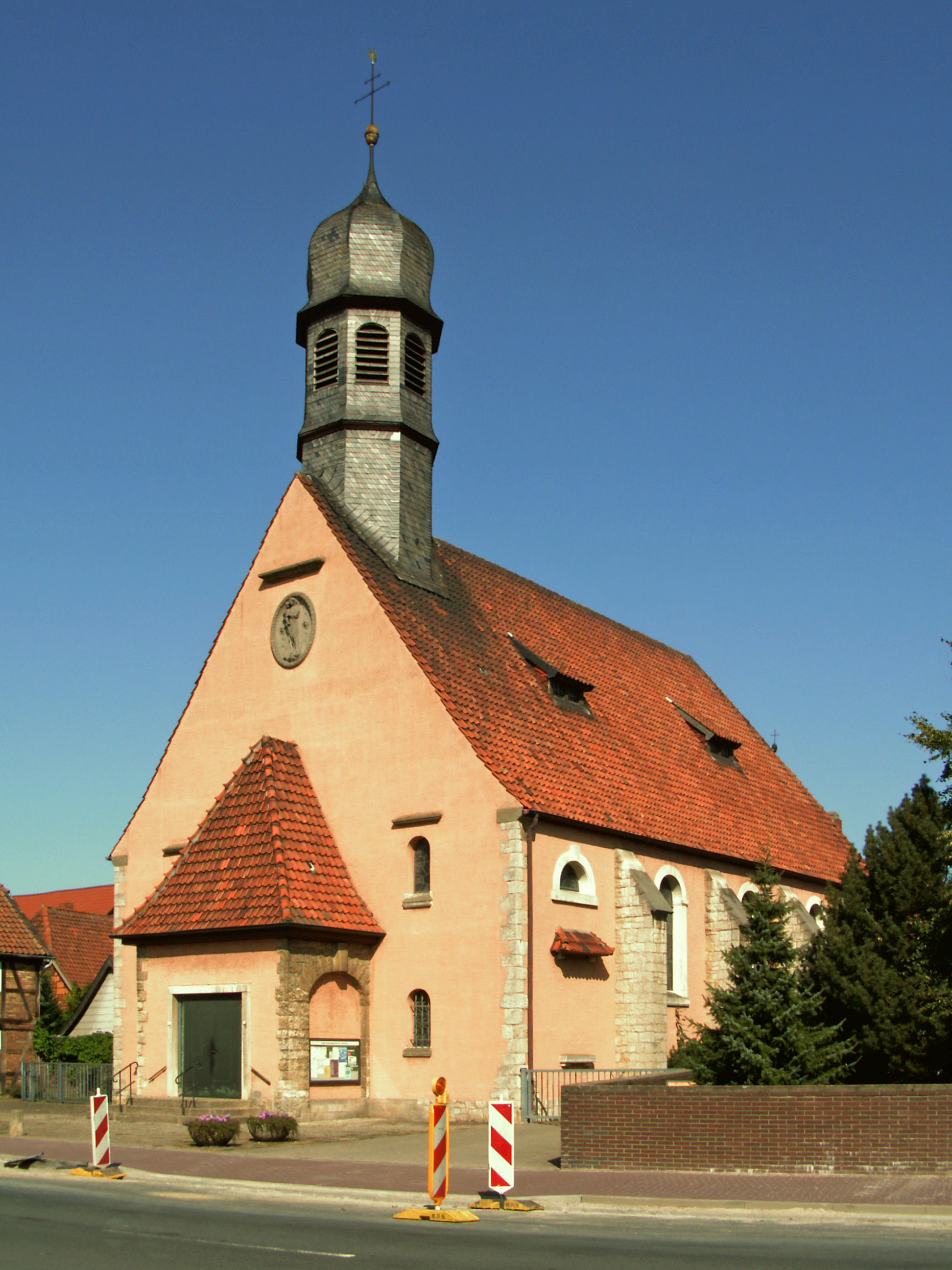
Katholische St.-Laurentius-Kirche

Die St.-Laurentius-Kirche ist die katholische Kirche in Hohenhameln, einer Gemeinde im Landkreis Peine in Niedersachsen. Das Gotteshaus wurde 1912/13 nach Plänen von Richard Herzig erbaut und am Laurentiustag, dem 10. August 1913, durch Bischof Adolf Bertram geweiht.

## Geschichte
Die alte Hohenhamelner Archidiakonatskirche St. Laurentius war in der Reformation lutherisch geworden. Nach der Restitution des Großen Stifts Hildesheim 1643 begannen Jesuiten von Peine aus mit der Sammlung der Katholiken und 1650 mit der Feier der hl. Messe zunächst in Privaträumen, dann ab 1651 in einem zur Kapelle umgebauten Saal, ab 1711 in einem neu erbauten schlichten Barockkirchlein, das Johann Just, Stade, entworfen hatte. Die Übernahme des Laurentius-Patroziniums war ein gegenreformatorisches Signal, das seither nicht selten zu Verwechslungen führt.
Am 15. August 1912 begann der Bau der heutigen Kirche, da die bisherige Kirche für die gewachsene Kirchengemeinde zu klein geworden war und ihr Bauzustand marode war. Die Grundsteinlegung fand am 6. Oktober 1912 statt.
1969 bekam St. Laurentius mit St. Thomas für kurze Zeit eine Filialkirche in Adenstedt, die jedoch schon bald der Pfarrgemeinde St. Bernward in Groß Ilsede übertragen wurde. Seit dem 1. September 2008 gehört auch die St.-Laurentius-Kirche zur Pfarrgemeinde St. Bernward; sie ist heute die westlichste Kirche im Dekanat Braunschweig.

## Architektur und Ausstattung
Die Kirche steht auf dem Grundstück Clauener Straße 2, auf rund 104 Meter Höhe über dem Meeresspiegel. St. Laurentius ist eine verputzte Saalkirche aus Bruchstein mit unverputzten Strebepfeilern, Kanten und Rahmen. Im Süden ist ein rechteckiger Portalraum, im Norden ein oktogonaler Chor angefügt. Im Portalgiebel ist ein großes Relief-Medaillon der Muttergottes mit Kind eingelassen. Ein Dachreiter mit barocker Haube enthält das Geläut.
Im Innern sind der barocke Hochaltar aus der Vorgängerkirche sowie die Statue des hl. Laurentius mit Märtyrerpalme und seinem Attribut, dem Grillrost, bemerkenswert.